# Victor Pépin
Victor Adolphus Pépin (8 mars 1780, Albany – 1845) est un artiste de cirque américain, fondateur avec Jean Baptiste Casmiere Breschard du Cirque de Pépin et Breschard. Leur collaboration peut ainsi être considérée comme le premier cirque des États-Unis.

## Biographie
Victor Adolphus Pépin, né à Albany, New York, est le fils aîné d'André Pépin, un Canadien qui a combattu les Britanniques lors de la guerre d'indépendance des États-Unis.
Victor est emmené par son père en France en 1793 et, après un séjour en Espagne, part pour les États-Unis avec Jean Breschard en 1807.
En 1833, il est membre de la colonie du Rio Grande John Charles Beales qui a contribué à coloniser le Texas.
Victor Pépin travaille dans le monde du cirque au moins de 1805 à 1831. Il est inhumé à New Albany, Indiana, dans une tombe anonyme du cimetière Fairview.